# Holländska sjukan
Holländska sjukan är ett ekonomiskt fenomen som uppstår i länder där råvaror spelar stor roll.
Fenomenet uppstod i Nederländerna efter att landet upptäckt naturgas i slutet av 1950-talet och början av 1960-talet.
Fyndigheterna medförde att gasexporten ökade påtagligt, vilket gjorde att den reala växelkursen för gulden steg gradvis. Den starka valutan försvårade situationen för andra exportsektorer i landet. Denna ”sjukdom”, med ett överflöd av naturtillgångar, kan därmed resultera i att den reala växelkursen blir för hög och att den ekonomiska tillväxten missgynnas.
Demokratin försvagas och staten behöver inte kräva in skatt. Invånarna vänjer sig vid att kräva mer och mer.
Begreppet myntades av The Economist 1977 apropå upptäckten av Groningengasfältet 1959.
Den holländska sjukan är inte begränsad att bara uppkomma i Nederländerna eller endast med naturgas som råvara. Undanträngningsfenomenet gör sig till exempel även gällande i situationer då industrisektorn minskar till fördel för tjänstesektorn.

## Några exempel
- Den australiska guldrushen på 1800-talet, som dokumenterades av Cairns 1859[8]
- Tecken på begynnande holländsk sjuka i Chile första årtiondet under 2000-talet.
- Oljefyndigheterna i Azerbajdzjan 2005.[9]
- Den kanadensiska dollarns snabba värdestegring från 2009.[10][11]
- Indonesiens stora export efter oljeboomen 1974 och 1979.[12]
- Nigeria och andra afrikanska postkoloniala stater på 1990-talet[13]
- Spaniens blomstring på 1500-talet med införseln av guld och andra rikedomar från Amerika.[8]
- Norge och Storbritannien 1970-1990.[14]
- Uppgångar efter katastrofer som efter tsunamin i Asien 2004.[15]